# 보소 디 토스카나 변경백
보소(Boso, 885년경 ~ 940년)은 이탈리아의 귀족이자 토스카나 변경백이었다. 보소 왕조의 시조 보소의 증손자이며 프랑크 왕국의 로타르 2세의 외손자이다. 맹인왕 루트비히를 대신하여 프로방스와 부르군트의 섭정으로 활동했다.
아를의 테오발트와 로타르 2세의 서녀 로트링겐의 베르타의 아들이었다. 어머니 베르타는 로타르 2세의 서녀였고, 그의 형제는 이탈리아의 군주를 역임한 프로방스의 위그가 있었다. 한편 로타르 2세의 정비였다가 아이를 낳지 못한다 하여 이혼당한 토이트베르가는 할아버지 힉베르트의 누이로, 그에게는 고모할머니가 된다. 다른 고모할머니 리첼다의 아들은 서프랑크 왕국의 유력 귀족이자, 프로방스와 부르군트를 차지하고 자립한 프로방스의 보소 5세였다.
895년 테오발트가 죽은 뒤 보소의 어머니는 토스카나 아달베르트 2세와 재혼했다. 나중에 이복형제이자 베르타와 아달베르트의 아들 구이도의 뒤를 이어 931년 토스카나 변경백직에 올랐다. 나중에 친척인 황제 루트비히 3세는 베렝가리오 1세에게 붙잡혀 눈을 뽑히고 장님이 된 뒤에 쫓겨났다. 그는 맹인왕 루트비히를 대신해 프로방스 왕국의 섭정 자격으로 활동하면서 프로방스 왕국과 부르군트 왕국의 실권을 장악했고, 아비뇽을 차지했다. 보소의 증조부인 토리노의 보소의 딸 리첼다는 프로방스와 부르군트의 왕 보소 5세의 어머니이자 맹인왕 루트비히 3세의 할머니였다. 다른 고모할머니인 리첼다의 손자였던 맹인왕 루트비히는 보소와 6촌간이었다.
926년 형제인 프로방스의 위그가 이탈리아의 군주가 되면서 그를 이탈리아의 섭정으로 임명했다. 그러나 프로방스의 위그와 그 아들 로타리오 3세는 이탈리아의 패권을 놓고 이브레아 변경백 베렝가리오 2세와 그 아들 아달베르토 2세와의 경쟁에서 패해 위그는 947년 프로방스로 추방되고 로타리오 3세는 950년경 갑자기 죽게 된다. 
그는 하부르고뉴의 루돌프 1세의 딸 윌라와 결혼하여 리첼다, 기셀라, 윌라, 베르타 등의 딸을 남겼다. 딸 윌라는 베렝가리오 1세의 외손자인 이브레아 변경백 베렝가리오 2세와 결혼하여 아달베르토 2세, 이탈리아의 로잘라 등의 자녀를 두었다. 따라서 베렝가리오 2세와 아달베르토 2세 부자에게 위그와 로타리오 3세는 각각 처삼촌과 처사촌 및 외종조부와 외당숙, 조카사위와 외종손 및 사촌매부 및 외5촌 조카가 된다.